# Ловетт, Джон
Джо́натан А́йра Ло́ветт (англ. Jonathan Ira Lovett; род. 17 августа 1982, Вудбери, штат Нью-Йорк, США) — американский сценарист, спичрайтер, телевизионный продюсер и подкастер. Спичрайтер Барака Обамы и Хиллари Клинтон. Соавтор ситкома «Пенсильвания-авеню, 1600» на канале Эн-би-си, сценарист и продюсер третьего сезона драматического сериала «Новости» на канале Эйч-би-оу. Сооснователь «Кривых Медиа». В настоящее время ведёт подкасты «Под спаси Америку» (англ. Pod Save America) и «Ловетт или Оставь это» (англ. Lovett or Leave It).

## Биография

### Ранние годы и образование
Родился в округе Вудбери в штате Нью-Йорк 17 августа 1982 года в семье евреев-реформистов, которая владела фабрикой по производству коробок, основанной его дедом. Учился в средней школе Сайоссет. В 2004 году окончил Уильямс-колледж. Пр специальности — математик. Его дипломная работа, «Вращающиеся взаимосвязи в нормированной плоскости», была опубликована в Американском математическом ежемесячнике . В последний год обучения в Уильямс-колледже Ловетт был избран спикером класса. После окончания колледжа, год проработал стендап-комиком в Нью-Йорке.

### Карьера
В 2004 году в качестве волонтёра участвовал в президентской кампании Джона Керри. Ловетта попросили написать программную речь кандидата. По итогам этой работы ему предложили место спичрайтера-практиканта. Затем, некоторое время, он работал в офисе сенатора Джона Корзайна.
В 2005 году Ловетт получил место помощника Сары Хёрвиц — спичрайтера сенатора Хиллари Клинтон. Он писал речи для неё во время президентской кампании Хиллари Клинтон в 2008 году.
Когда Клинтон проиграла на праймериз Демократической партии, Ловетт выиграл анонимный конкурс на написание речей для президента Барака Обамы в Белом доме. Он писал речи в администрации Обамы в течение трёх лет, тесно сотрудничая с Джоном Фавро и Дэвидом Аксельродом. В числе написанных им речей, были политические выступления президента США о финансовой реформе и законе «Не спрашивай, не говори», а также комментарии для ежегодного «Обеда корреспондентов в Белом доме». Ловетт устроил первый однополый брак в Белом доме, тайно и вопреки политике администрации Обамы.
Ловетт не стал участвовать в президентской кампании Барака Обамы в 2012 году и переехал в штат Калифорния, где решил заняться сценарным ремеслом. Он сотрудничал с Джошем Гэдом и Джейсоном Уинером на проекте «Пенсильвания-авеню, 1600», в котором Ловетт был соавтором, исполнительным продюсером и сценаристом ситкома с 2012 по 2013 год. Затем он был сценаристом, продюсером и советником в третьем сезоне сериала «Новости» на канале Эйч-би-оу.
Начиная с марта 2016 года, вместе с бывшими коллегами из администрации Обамы, Джоном Фавро, Дэном Пфайффером и Томми Вьетором, принял участие в политическом подкасте сети Точная копия «Сохраняя 1600».
Вскоре после выборов в ноябре 2016 года Ловетт, Фавро и Вьетор основали собственную компанию — «Кривые Медиа» и выпустили новый подкаст «Под спаси Америку». В марте 2017 года Ловетт начал показ подкаста «Ловетт или Оставь это» в прямом эфире «Кривых Медиа», который транслировался перед живой аудиторией в Лос-Анджелесе. Вместе с «Кривым Медиа» он участвовал в турах по США и за рубежом с этими двумя подкастами.

### Личная жизнь
Джонатан Айрей Ловетт — открытый гомосексуал . С 2011 года он состоит в отношениях с журналистом, юристом и общественным деятелем Ронаном Фэрроу.